# Yuiko Konno
Yuiko Konno (金野 結子, Konno Yuiko, Chiba, 10 oktober 1980) is een Japans voormalig voetbalster.

## Carrière
Konno begon haar carrière bij JEF United Chiba. In 2010 beëindigde zij haar carrière als voetbalster.
Konno maakte op 11 mei 2010 haar debuut in het Japans vrouwenvoetbalelftal tijdens een wedstrijd tegen Mexico.

## Statistieken
| Japans vrouwenvoetbalelftal | Japans vrouwenvoetbalelftal | Japans vrouwenvoetbalelftal |
| Jaar                        | Wed.                        | Dlp.                        |
| --------------------------- | --------------------------- | --------------------------- |
| 2010                        | 1                           | 0                           |
| Totaal                      | 1                           | 0                           |